# Richard Dryden
Richard Andrew Dryden (Stroud, 14 giugno 1969) è un allenatore di calcio ed ex calciatore inglese, di ruolo difensore.

## Carriera

### Giocatore
Esordisce tra i professionisti nella stagione 1986-1987 con i Bristol Rovers, club in cui già aveva giocato nelle giovanili, disputando non ancora maggiorenne 6 partite nel campionato di terza divisione. Dopo ulteriori 6 partite di campionato nella stagione successiva ed una presenza nelle prime settimane della stagione 1988-1989, passa all'Exeter City, prima in prestito e dopo alcuni mesi a titolo definitivo per 10000 sterline: qui, dopo 21 presenze nella Fourth Division 1988-1989, mette a segno 7 reti in 30 presenze nella vittoriosa Fourth Division 1989-1990, e l'anno seguente mette a segno 6 reti in 41 presenze in terza divisione. Dopo un breve periodo in prestito al Manchester City (con cui comunque non gioca nessuna partita ufficiale), trascorre il resto della stagione 1991-1992 al Notts County, con cui gioca 29 partite e segna un gol nella seconda divisione inglese. Dopo ulteriori 2 presenze nella stessa categoria ed un breve periodo in prestito al Plymouth (5 presenze) in terza divisione, trascorre la parte conclusiva della stagione al Birmingham City, club di seconda divisione, dove rimane poi per altre 2 stagioni con un bilancio totale di 48 presenze in partite di campionato (45 in seconda divisione e 3 in terza divisione). Trascorre quindi 2 stagioni (la prima in seconda divisione e la seconda in terza divisione) al Bristol City, per poi accasarsi al Southampton.
Con i Saints esordisce in prima divisione, categoria nella quale realizza una rete in 29 presenze nella stagione 1996-1997; gioca poi con discreta continuità anche nella stagione 1997-1998 (13 presenze), mentre nella stagione 1998-1999 dopo ulteriori 4 presenze passa in prestito allo Stoke City, con cui gioca 13 partite in terza divisione (e con cui vince un Football League Trophy, giocando peraltro da titolare nella finale della coppa). Gioca poi un'ultima partita in prima divisione nella stagione 1999-2000, nella quale poi gioca nuovamente in prestito, questa volta al Northampton Town (10 presenze in terza divisione). Nella stagione 2000-2001 gioca invece prima in prestito allo Swindon Town (7 presenze in terza divisione) e poi al Luton Town, altro club di terza divisione, in cui si trasferisce a titolo definitivo e rimane anche per l'intera stagione 2001-2002, con un bilancio totale di 23 presenze senza reti in partite di campionato (20 presenze in terza divisione e 3 partite in quarta divisione). Nella parte conclusiva della stagione 2001-2002 gioca in prestito allo Scarborough in Football Conference (quinta divisione e più alto livello calcistico inglese al di fuori della Football League), rimanendo poi nel club anche per la stagione 2002-2003 dopo un trasferimento a titolo definitivo. Gioca poi con i semiprofessionisti del Worksop Town e con il Tamworth, dove rimane dal 2003 al 2007 con il doppio ruolo di giocatore e di vice allenatore. Chiude infine la carriera da giocatore sempre nel 2007, dopo una breve parentesi agli Shepshed Dynamo.

### Allenatore
Dal 2007 al 2010 allena i semiprofessionisti del Worcester City. In seguito torna a lavorare come vice di Mark Cooper (con cui già aveva collaborato al Tamworth) al Darlington, mentre dal 2012 al 2014 lavora allo York City come coordinatore degli allenatori delle squadre giovanili del club. Nella stagione 2015-2016 allena invece la squadra Under-21 del Notts County, subentrando poi nel corso del campionato anche come allenatore ad interim della prima squadra. Lavora in seguito come vice degli indiani dell'East Bengal. Dal maggio del 2021 al marzo del 2022 ha lavorato come vice allenatore al Barrow, nella quarta divisione inglese.

## Palmarès

### Giocatore

#### Competizioni nazionali
- Campionato inglese di quarta divisione: 1

Exeter City: 1989-1990
- English Football League Trophy: 1

Stoke: 1999-2000